# Liwā' al Quwaysimah
Liwā' al Quwaysimah (arabiska: لواء القويسمة) är ett departement i Jordanien.   Det ligger i guvernementet Amman, i den centrala delen av landet, 7 km söder om huvudstaden Amman.